# Liste von Kranichbrunnen
In dieser Liste sind Kranichbrunnen aufgeführt, also Brunnen im öffentlichen Raum, die Kraniche zum Thema haben.

## Deutschland
| Bezeichnung              | Bild           | Standort                                                                                                 | Künstler                    | Errichtung Einweihung | Weitere Informationen |
| ------------------------ | -------------- | --- | --------------------------- | --------------------- | --------------------- |
| Kranichbrunnen (Berlin)  | weitere Bilder | Berlin-Neu-Hohenschönhausen, Ribnitzer Straße 24 (Lage)                                                  | Sonja Eschefeld (* 1948)    | 1987                  |                       |
| Kranichbrunnen (Dresden) | weitere Bilder | Dresden, am Zelleschen Weg 19, vor dem Andreas-Schubert-Bau der TU Dresden in Dresden-Südvorstadt (Lage) | Werner Scheffel (1912–1996) | 19xx                  |                       |

## Weitere
| Bezeichnung                    | Bild           | Standort                      | Staat  | Künstler              | Errichtung Einweihung | Weitere Informationen |
| ------------------------------ | -------------- | ----------------------------- | ------ | --------------------- | --------------------- | --------------------- |
| Kranichbrunnen (Kushida-jinja) | weitere Bilder | Kushida-jinja, Fukuoka (Lage) | Japan  |                       |                       |                       |
| Kranichbrunnen (Püspökladány)  |                | Püspökladány                  | Ungarn | Győrfi Lajos (* 1960) | 1994                  |                       |